# بيدرو بايز
بيدرو بايز (بالإسبانية: Pedro Báez)‏ هو لاعب كرة قدم باراغواياني في مركز الهجوم، ولد في 15 يناير 1997 في San Estanislao ‏ في باراغواي. لعب مع ريال سالت ليك.

## وصلات خارجية
- بيدرو بايز على موقع الدوري الأمريكي (الإنجليزية)
- بيدرو بايز على موقع قاعدة بيانات كرة القدم.إي يو (الإنجليزية)
- بيدرو بايز على موقع Soccerway.com (الإنجليزية)